# Saint-Laurent-d'Andenay
Pour les articles homonymes, voir Saint-Laurent.
Saint-Laurent-d'Andenay est une commune française située dans le département de Saône-et-Loire, en région Bourgogne-Franche-Comté.

## Géographie
La commune couvre une grande superficie, en liaison avec les deux quartiers principaux éloignés de quelques kilomètres :
- le Bourg, où se trouvent les institutions administratives ainsi que l'église ;
- la cité des Quarts, à proximité de Montchanin. Ce quartier a été implanté en liaison avec les usines Schneider et Cie de Montchanin.

L'expansion spatiale a débuté dès le début des années 1980, au lendemain de la mise en service de la ligne à grande vitesse. Le lotissement Les Brochets s'est établi dans le Bourg de la commune. Puis ce sont les lotissements des Chênes et des Tilleuls qui ont suivi, ainsi que le lotissement des Charmes et du Clos de la Fontaine.

### Transports
La commune de Saint-Laurent-d'Andenay est située à proximité de la gare Le Creusot-Montceau de la ligne TGV Paris-Lyon, et de la RCEA.

### Climat
Pour des articles plus généraux, voir Climat de la Bourgogne-Franche-Comté et Climat de Saône-et-Loire.
En 2010, le climat de la commune est de type climat océanique dégradé des plaines du Centre et du Nord, selon une étude du Centre national de la recherche scientifique s'appuyant sur une série de données couvrant la période 1971-2000. En 2020, Météo-France publie une typologie des climats de la France métropolitaine dans laquelle la commune est exposée à un climat océanique altéré et est dans une zone de transition entre les régions climatiques « Lorraine, plateau de Langres, Morvan » et « Bourgogne, vallée de la Saône ».
Pour la période 1971-2000, la température annuelle moyenne est de 10,4 °C, avec une amplitude thermique annuelle de 17 °C. Le cumul annuel moyen de précipitations est de 788 mm, avec 11,4 jours de précipitations en janvier et 6,9 jours en juillet. Pour la période 1991-2020, la température moyenne annuelle observée sur la station météorologique de Météo-France la plus proche, « Mt-Saint-Vincent », sur la commune de Mont-Saint-Vincent à 12 km à vol d'oiseau, est de 10,4 °C et le cumul annuel moyen de précipitations est de 891,2 mm. 
La température maximale relevée sur cette station est de 37,6 °C, atteinte le 12 août 2003 ; la température minimale est de −21,1 °C, atteinte le 10 février 1956,,.
Les paramètres climatiques de la commune ont été estimés pour le milieu du siècle (2041-2070) selon différents scénarios d'émission de gaz à effet de serre à partir des nouvelles projections climatiques de référence DRIAS-2020. Ils sont consultables sur un site dédié publié par Météo-France en novembre 2022.

## Urbanisme

### Typologie
Au 1er janvier 2024, Saint-Laurent-d'Andenay est catégorisée commune rurale à habitat dispersé, selon la nouvelle grille communale de densité à sept niveaux définie par l'Insee en 2022.
Elle est située hors unité urbaine. Par ailleurs la commune fait partie de l'aire d'attraction du Creusot, dont elle est une commune de la couronne,. Cette aire, qui regroupe 22 communes, est catégorisée dans les aires de moins de 50 000 habitants,.

### Occupation des sols
L'occupation des sols de la commune, telle qu'elle ressort de la base de données européenne d’occupation biophysique des sols Corine Land Cover (CLC), est marquée par l'importance des territoires agricoles (83,3 % en 2018), en diminution par rapport à 1990 (87 %). La répartition détaillée en 2018 est la suivante : prairies (49,7 %), zones agricoles hétérogènes (33,6 %), forêts (7,6 %), zones urbanisées (6,1 %), eaux continentales (2,7 %), espaces verts artificialisés, non agricoles (0,3 %). L'évolution de l’occupation des sols de la commune et de ses infrastructures peut être observée sur les différentes représentations cartographiques du territoire : la carte de Cassini (XVIIIe siècle), la carte d'état-major (1820-1866) et les cartes ou photos aériennes de l'IGN pour la période actuelle (1950 à aujourd'hui).

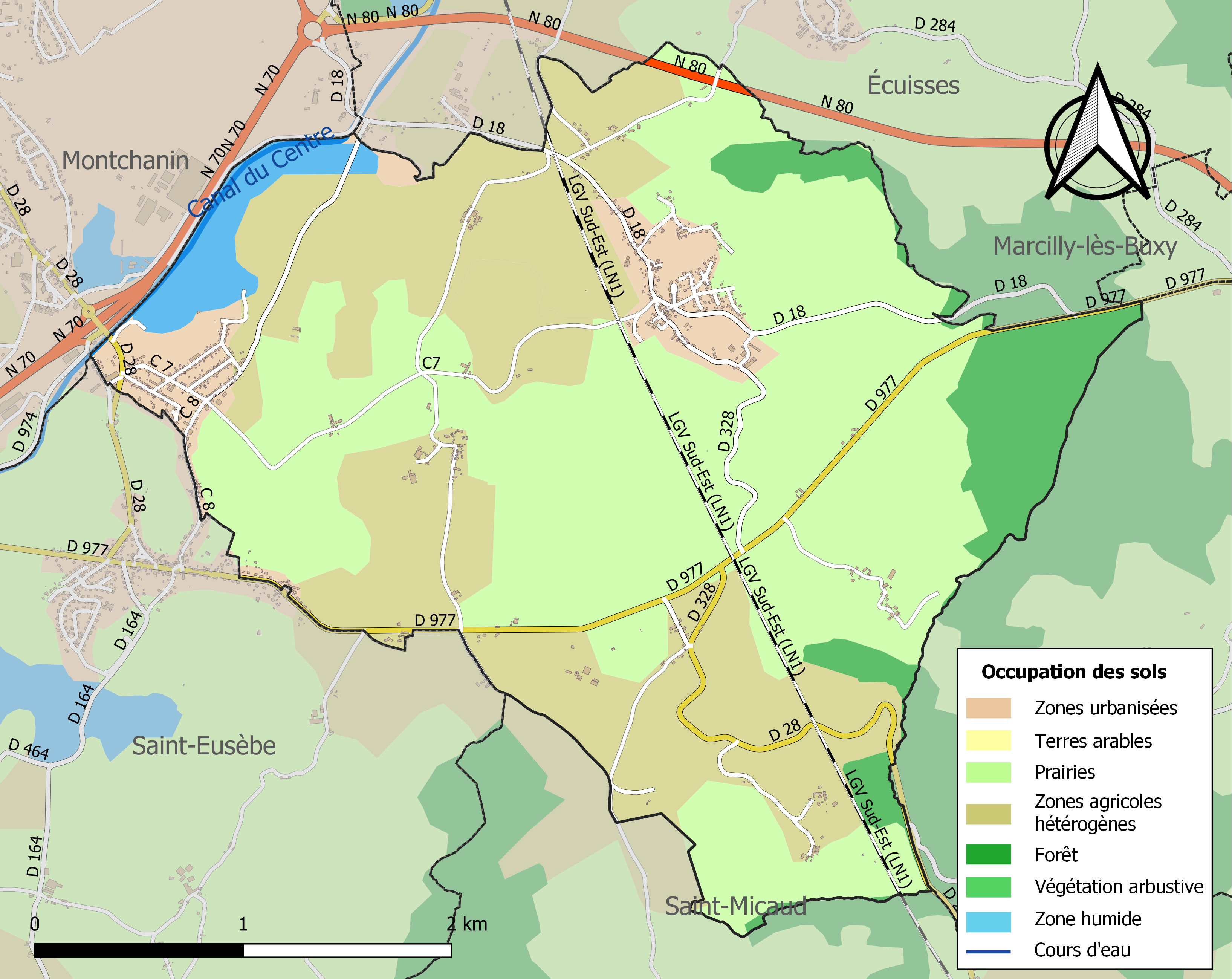
Carte des infrastructures et de l'occupation des sols de la commune en 2018 (CLC).

## Toponymie
Durant la Révolution Française, la commune change de nom, devenant Laurent-Lagarde.

## Histoire
1889 : inauguration de la ligne de chemin fer de 27 kilomètres (trois viaducs, deux tunnels) reliant Saint-Gengoux-le-National à Montchanin, voie ferrée traversant le territoire de la commune (fermée en 1969).
Le conseil municipal s'est prononcé le 29 novembre 2007 en faveur d'une adhésion à la communauté urbaine Creusot-Montceau.

## Politique et administration
| Période                                  | Période  | Identité           | Étiquette   | Qualité               |
| ---------------------------------------- | -------- | ------------------ | ----------- | --------------------- |
| av.1937                                  | ?        | M. Pézet de Corvel | Républicain |                       |
|                                          |          |                    |             |                       |
| 1977                                     | 2014     | René Morey         |             | 6 mandats consécutifs |
| 2014                                     | En cours | Félix Moreno       |             | 2 mandats consécutifs |
| Les données manquantes sont à compléter. |          |                    |             |                       |

## Démographie
L'évolution du nombre d'habitants est connue à travers les recensements de la population effectués dans la commune depuis 1793. Pour les communes de moins de 10 000 habitants, une enquête de recensement portant sur toute la population est réalisée tous les cinq ans, les populations de référence des années intermédiaires étant quant à elles estimées par interpolation ou extrapolation. Pour la commune, le premier recensement exhaustif entrant dans le cadre du nouveau dispositif a été réalisé en 2005.

En 2022, la commune comptait 966 habitants, en évolution de −5,2 % par rapport à 2016 (Saône-et-Loire : −1,06 %, France hors Mayotte : +2,11 %).
| 1793 | 1800 | 1806 | 1821 | 1831 | 1836 | 1841 | 1846 | 1851 |
| ---- | ---- | ---- | ---- | ---- | ---- | ---- | ---- | ---- |
| 317  | 361  | 289  | 372  | 365  | 384  | 422  | 420  | 432  |

| 1856 | 1861 | 1866 | 1872 | 1876 | 1881 | 1886 | 1891 | 1896 |
| ---- | ---- | ---- | ---- | ---- | ---- | ---- | ---- | ---- |
| 485  | 439  | 425  | 397  | 464  | 542  | 557  | 481  | 471  |

| 1901 | 1906 | 1911 | 1921 | 1926  | 1931  | 1936  | 1946  | 1954  |
| ---- | ---- | ---- | ---- | ----- | ----- | ----- | ----- | ----- |
| 432  | 479  | 461  | 750  | 1 408 | 1 464 | 1 354 | 1 334 | 1 333 |

| 1962  | 1968  | 1975  | 1982 | 1990 | 1999 | 2005  | 2006  | 2010  |
| ----- | ----- | ----- | ---- | ---- | ---- | ----- | ----- | ----- |
| 1 298 | 1 324 | 1 185 | 973  | 950  | 986  | 1 047 | 1 047 | 1 073 |

| 2015  | 2020 | 2022 | - | - | - | - | - | - |
| ----- | ---- | ---- | - | - | - | - | - | - |
| 1 028 | 997  | 966  | - | - | - | - | - | - |

## Cultes
Saint-Laurent-d'Andenay fait partie de la paroisse Saint-Martin du Partage qui compte six communes et cinq églises pour environ 9 600 habitants. Cette paroisse s'inscrit dans le cadre plus grand du doyenné du Creusot, l'un des douze qui composent le diocèse d'Autun, Chalon et Mâcon.

## Lieux et monuments
- L'église, du XIIe siècle, au clocher de facture romane, qui dépendait jadis de l'abbaye de Cluny (voir le blason en clef de voûte). Aux retombées des arcs du chœur et du transept : têtes sculptées stylisées, de style roman primitif[18].
- Visible de la porte de l'église, sur son piédestal ; une statue de Notre-Dame de la Garde, disposée au sommet d'une butte dite « Bois de la Garde » (elle fut érigée en action de grâce).
- Au-delà du hameau de la Galoche : monument rappelant la ligne de démarcation.
- Le château de Montsarin.
- Maison bourgeoise dite « château de Saint-Leu », entourée des fermes et des maisons du hameau.

## Pour approfondir